# Maison Steiner

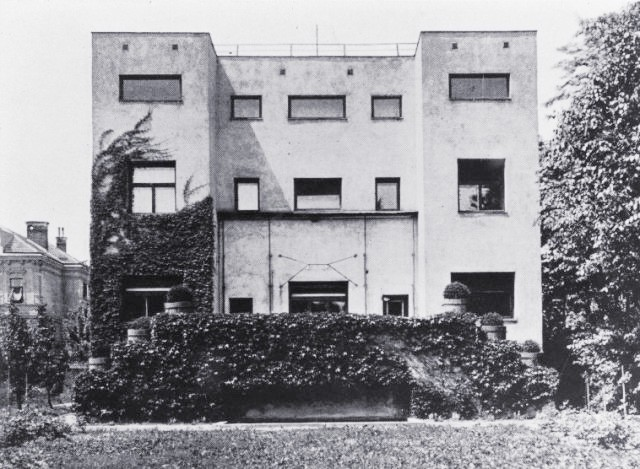

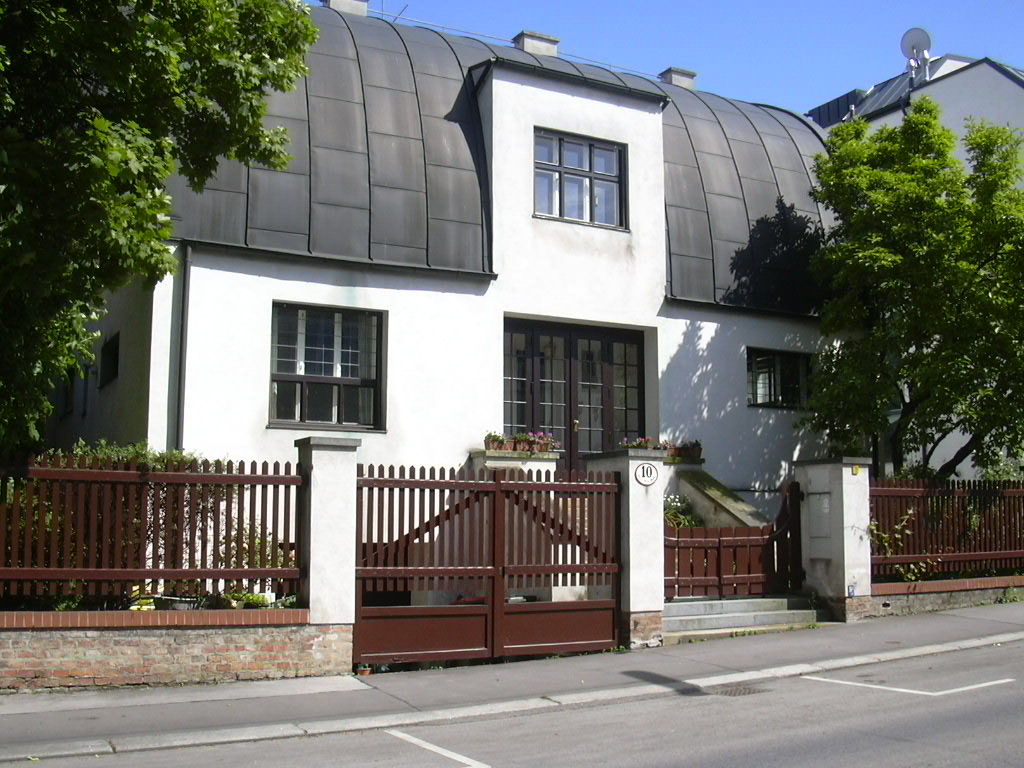
Haus Steiner, Sankt-Veit-Gasse 10, Vienne

La maison Steiner est une maison viennoise. Elle est considérée comme l'une des œuvres majeures d'Adolf Loos.

## Histoire
Loos commençait encore sa carrière en 1910 lorsqu'il a conçu et construit la maison Steiner à Vienne, en Autriche. Cette conception a été bien mieux acceptée que les œuvres antérieures de Loos et est rapidement devenue un exemple mondial d'architecture rationaliste. Dans ses bâtiments, Loos commence normalement par un volume principal dans lequel l'espace, la configuration et les éléments suivent les règles et la composition de l'architecture classique. Il organise l'intérieur de ce volume avec des cubes plus petits, des boîtes rectangulaires et des cylindres disposés en une sorte de puzzle volumétrique:48. Cela détermine l'organisation interne de ses bâtiments et Loos utilise régulièrement des saillies du bloc principal pour créer d'autres zones du bâtiment telles que des terrasses. Dans la maison Steiner, Loos utilise ses volumes pour créer une façade tripartite classique:63. Il le fait en créant un renfoncement entre les deux ailes de la maison qui continue jusqu'au toit. En général, Loos laisse subdiviser ses fenêtres en carrés et rectangles qui obéissent tous à un système modulaire, qui correspond parfaitement à la géométrie de la façade. Ce système met de l'ordre à l'intérieur de telle sorte que le salon, relié à une terrasse, donne accès au jardin. Même dans cette première construction, Loos utilise une organisation intérieure qui perdurera dans toutes ses autres constructions.

## Description
La maison Steiner comprend un espace de vie légèrement surélevé au-dessus du niveau du sol et séparé des zones plus privées de la maison telles que les chambres et l'atelier de peinture situés au premier étage. L'espace desservi dans cette maison est soigneusement séparé de l'espace de service en plaçant l'espace de service au sous-sol et au grenier. À travers cette construction, Adolf Loos cherche à créer un intérieur raffiné et complexe avec un extérieur simple et non menaçant:14.
La maison Steiner a une façade en stuc pour former une peau protectrice sur les briques, comme dans la plupart de ses constructions. Loos ne voulait pas utiliser le stuc comme une imitation de roche bon marché et condamnait cette pratique ; en général, il utilisait le stuc pour sa fonctionnalité. Les façades en stuc ont un autre avantage : elles créent une surface lisse, sans ornements et blanche. Cette surface représente la nature du matériau et n'indique pas non plus ce qui se trouve à l'intérieur du bâtiment:66.
La plupart des œuvres de Loos étaient situées sur des terrains ouverts et n'avaient pas besoin de murs mitoyens et pourtant elles étaient confrontées à d'autres contraintes qu'il devait contourner. Dans le cas de la maison Steiner, Loos n'a pu construire qu'un étage au-dessus du niveau de la rue:39. Cela l'a amené à créer un toit en quart de rond qui fait face à la rue. Ce toit aplatit le sommet et masque les deux étages supplémentaires côté rue. Le toit incurvé était un choix intéressant car il ne s'agissait pas d'une rupture directe avec les toits à pignon ou d'une toute nouvelle idée innovante. Au lieu de cela, il visait à démontrer la certitude de la forme et l'économie de l'espace, prouvant que les traditions peuvent être manipulées ou supprimées complètement, dans un but fonctionnel et non esthétique:61.